# Supercopa de Japón
La Supercopa de Japón, también conocida como Supercopa Fuji Xerox (富士ゼロックス スーパーカップ Fuji Zerokkusu Sūpākappu?), es una competición de fútbol organizada por la J. League y por la Asociación Japonesa de Fútbol. Este torneo sirve como apertura de temporada y es disputado entre el campeón de la primera división de la J-League y el ganador de la Copa del Emperador del año anterior. El nombre de Supercopa Fuji Xerox se debe a Fuji Xerox, su patrocinador desde la creación de la competencia en 1994. El partido se juega normalmente a fines de febrero cada año.

## Clubes participantes
En circunstancias normales, forman parte los siguientes clubes:
- Los campeones defensores de la J1 League
- Los campeones defensores de la Copa del Emperador

Sin embargo, si un club gana tanto la J. League como la Copa del Emperador, participará el subcampeón de la J. League. Hasta 2009, el que tomaba lugar era el finalista de la Copa del Emperador.

## Formato de competición
- Un partido de 90 minutos.
- En caso de empate, se ejecutará una tanda de penales sin prórroga previa.

## Sedes
- Estadio Nacional de Tokio (1994-2004, 2006-2010, 2012-2014)
- Estadio Internacional de Yokohama (2005, 2011, 2015-2017, 2022)
- Estadio Saitama 2002 (2018-2021)
- Estadio Olímpico de Tokio (2023-2025)

## Campeones
En esta lista se enumeran todos los campeones desde su creación en 1994 a la actualidad.
JL: Campeón de la J-League; CE: Campeón de la Copa del Emperador; JL2: Subcampeón de la J-League; CE2: Subcampeón de la Copa del Emperador
| Año  | Campeón                    | Resultado        | Subcampeón                  | Sede de la final                 |
| ---- | -------------------------- | ---------------- | --------------------------- | -------------------------------- |
| 1994 | Verdy Kawasaki (JL)        | 2 - 1            | Yokohama Flügels (CE)       | Estadio Nacional, Tokio          |
| 1995 | Verdy Kawasaki (JL)        | 2 - 2 (4-2 pen.) | Bellmare Hiratsuka (CE)     | Estadio Nacional, Tokio          |
| 1996 | Nagoya Grampus Eight (CE)  | 2 - 0            | Yokohama Marinos (JL)       | Estadio Nacional, Tokio          |
| 1997 | Kashima Antlers (JL)       | 3 - 2            | Verdy Kawasaki (CE)         | Estadio Nacional, Tokio          |
| 1998 | Kashima Antlers (CE)       | 2 - 1            | Júbilo Iwata (JL)           | Estadio Nacional, Tokio          |
| 1999 | Kashima Antlers (JL)       | 2 - 1            | Shimizu S-Pulse (CE2) †     | Estadio Nacional, Tokio          |
| 2000 | Júbilo Iwata (JL)          | 1 - 1 (3-2 pen.) | Nagoya Grampus Eight (CE)   | Estadio Nacional, Tokio          |
| 2001 | Shimizu S-Pulse (CE2)      | 3 - 0            | Kashima Antlers (JL, CE)    | Estadio Nacional, Tokio          |
| 2002 | Shimizu S-Pulse (CE)       | 1 - 1 (5-4 pen.) | Kashima Antlers (JL)        | Estadio Nacional, Tokio          |
| 2003 | Júbilo Iwata (JL)          | 3 - 0            | Kyoto Purple Sanga (CE)     | Estadio Nacional, Tokio          |
| 2004 | Júbilo Iwata (CE)          | 1 - 1 (4-2 pen.) | Yokohama F. Marinos (JL)    | Estadio Nacional, Tokio          |
| 2005 | Tokyo Verdy 1969 (CE)      | 1 - 1 (5-4 pen.) | Yokohama F. Marinos (JL)    | Estadio Internacional, Yokohama  |
| 2006 | Urawa Red Diamonds (CE)    | 3 - 1            | Gamba Osaka (JL)            | Estadio Nacional, Tokio          |
| 2007 | Gamba Osaka (CE2)          | 4 - 0            | Urawa Red Diamonds (JL, CE) | Estadio Nacional, Tokio          |
| 2008 | Sanfrecce Hiroshima (CE2)  | 2 - 2 (4-3 pen.) | Kashima Antlers (JL, CE)    | Estadio Nacional, Tokio          |
| 2009 | Kashima Antlers (JL)       | 3 - 0            | Gamba Osaka (CE)            | Estadio Nacional, Tokio          |
| 2010 | Kashima Antlers (JL)       | 1 - 1 (5-3 pen.) | Gamba Osaka (CE)            | Estadio Nacional, Tokio          |
| 2011 | Nagoya Grampus (JL)        | 1 - 1 (3-1 pen.) | Kashima Antlers (CE)        | Estadio Internacional, Yokohama  |
| 2012 | Kashiwa Reysol (JL)        | 2 - 1            | F.C. Tokyo (CE)             | Estadio Nacional, Tokio          |
| 2013 | Sanfrecce Hiroshima (JL)   | 1 - 0            | Kashiwa Reysol (CE)         | Estadio Nacional, Tokio          |
| 2014 | Sanfrecce Hiroshima (JL)   | 2 - 0            | Yokohama F. Marinos (CE)    | Estadio Nacional, Tokio          |
| 2015 | Gamba Osaka (JL, CE)       | 2 - 0            | Urawa Red Diamonds (JL2)    | Estadio Internacional, Yokohama  |
| 2016 | Sanfrecce Hiroshima (JL)   | 3 - 1            | Gamba Osaka (CE)            | Estadio Internacional, Yokohama  |
| 2017 | Kashima Antlers (JL, CE)   | 3 - 2            | Urawa Red Diamonds (JL2)    | Estadio Internacional, Yokohama  |
| 2018 | Cerezo Osaka (CE)          | 3 - 2            | Kawasaki Frontale (JL)      | Estadio Saitama 2002, Saitama    |
| 2019 | Kawasaki Frontale (JL)     | 1 - 0            | Urawa Red Diamonds (CE)     | Estadio Saitama 2002, Saitama    |
| 2020 | Vissel Kobe (CE)           | 3 - 3 (3-2 pen.) | Yokohama F. Marinos (JL)    | Estadio Saitama 2002, Saitama    |
| 2021 | Kawasaki Frontale (JL, CE) | 3 - 2            | Gamba Osaka (JL2)           | Estadio Saitama 2002, Saitama    |
| 2022 | Urawa Red Diamonds (CE)    | 2 - 0            | Kawasaki Frontale (JL)      | Estadio Internacional, Yokohama  |
| 2023 | Yokohama F. Marinos (JL)   | 2 - 1            | Ventforet Kofu (CE)         | Estadio Olímpico de Tokio, Tokio |
| 2024 | Kawasaki Frontale (CE)     | 1 - 0            | Vissel Kobe (JL)            | Estadio Olímpico de Tokio, Tokio |
| 2025 | Sanfrecce Hiroshima (JL2)  | 2 - 0            | Vissel Kobe (JL, CE)        | Estadio Olímpico de Tokio, Tokio |

† Como el ganador de la Copa del Emperador, Yokohama Flügels, se había disuelto, los subcampeones, Shimizu S-Pulse, se clasicaron para la competición.

## Antigua Supercopa
La Supercopa de Japón también se disputó entre 1977 y 1984, durante la época de la Japan Soccer League. Sin embargo no estaba establecida como una competencia independiente, y ya desde su edición de 1978 era presentado como una simple apertura de la liga. Se disputó ocho veces.
JSL: Campeón de la Japan Soccer League; CE: Campeón de la Copa del Emperador; CE2: Subcampeón de la Copa del Emperador
| Año  | Campeón                     | Resultado        | Subcampeón                  | Sede de la final        |
| ---- | --------------------------- | ---------------- | --------------------------- | ----------------------- |
| 1977 | Furukawa Electric (JSL, CE) | 3 - 2            | Yanmar Diesel (CE2)         | Estadio Nacional, Tokio |
| 1978 | Fujita Industries (JSL, CE) | 5 - 1            | Yanmar Diesel (CE2)         | Estadio Nagai, Osaka    |
| 1979 | Mitsubishi Motors (JSL, CE) | 0 - 0 (3-1 pen.) | Toyo Industries (CE2)       | Estadio Nacional, Tokio |
| 1980 | Mitsubishi Motors (CE2)     | 2 - 1            | Fujita Industries (JSL, CE) | Estadio Nagai, Osaka    |
| 1981 | Yanmar Diesel (JSL)         | 0 - 0 (3-2 pen.) | Mitsubishi Motors (CE)      | Estadio Nacional, Tokio |
| 1982 | Fujita Industries (JSL)     | 2 - 0            | NKK S.C. (CE)               | Estadio Nacional, Tokio |
| 1983 | Mitsubishi Motors (JSL)     | 3 - 0            | Yamaha Motors (CE)          | Estadio Nacional, Tokio |
| 1984 | Yomiuri S.C. (JSL)          | 2 - 0            | Nissan Motors (CE)          | Estadio Nacional, Tokio |

## Títulos por club
Años en cursiva indican temporada de la Japan Soccer League. Clubes en cursiva ya no existen.
| Club                      | Títulos | Subcamp. | Años campeón                       | Años subcampeón                    |
| ------------------------- | ------- | -------- | ---------------------------------- | ---------------------------------- |
| Kashima Antlers           | 6       | 4        | 1997, 1998, 1999, 2009, 2010, 2017 | 2001, 2002, 2008, 2011             |
| Urawa Red Diamonds        | 5       | 5        | 1979, 1980, 1983, 2006, 2022       | 1981, 2007, 2015, 2017, 2019       |
| Sanfrecce Hiroshima       | 5       | 1        | 2008, 2013, 2014, 2016, 2025       | 1979                               |
| Tokyo Verdy               | 4       | 1        | 1984, 1994, 1995, 2005             | 1997                               |
| Júbilo Iwata              | 3       | 2        | 2000, 2003, 2004                   | 1983, 1998                         |
| Kawasaki Frontale         | 3       | 2        | 2019, 2021, 2024                   | 2018, 2022                         |
| Gamba Osaka               | 2       | 5        | 2007, 2015                         | 2006, 2009, 2010, 2016, 2021       |
| Shonan Bellmare           | 2       | 2        | 1978, 1982                         | 1980, 1995                         |
| Cerezo Osaka              | 2       | 2        | 1981, 2018                         | 1977, 1978                         |
| Shimizu S-Pulse           | 2       | 1        | 2001, 2002                         | 1999                               |
| Nagoya Grampus            | 2       | 1        | 1996, 2011                         | 2000                               |
| Yokohama F. Marinos       | 1       | 6        | 2023                               | 1984, 1996, 2004, 2005, 2014, 2020 |
| Vissel Kobe               | 1       | 2        | 2020                               | 2024, 2025                         |
| Kashiwa Reysol            | 1       | 1        | 2012                               | 2013                               |
| JEF United Ichihara Chiba | 1       | 0        | 1977                               |                                    |
| NKK S.C.                  | 0       | 1        |                                    | 1982                               |
| Yokohama Flügels          | 0       | 1        |                                    | 1994                               |
| Kyoto Sanga               | 0       | 1        |                                    | 2003                               |
| F.C. Tokyo                | 0       | 1        |                                    | 2012                               |
| Ventforet Kofu            | 0       | 1        |                                    | 2023                               |